# 碧江区
碧江区（へきこう-く）は中華人民共和国貴州省銅仁市に位置する市轄区。

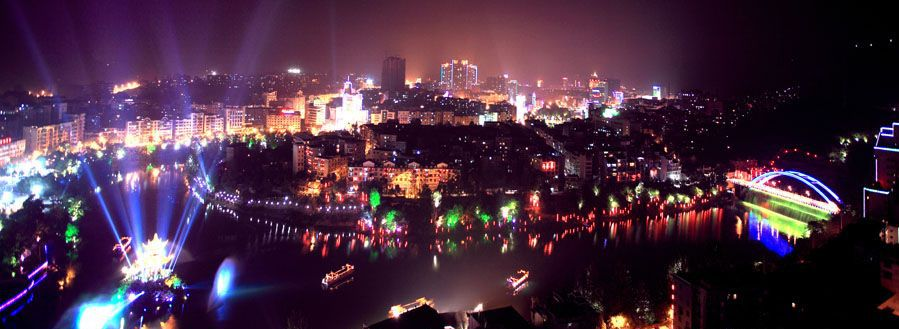
碧江区夜景

## 歴史
隋代に静人県が設置される。唐初に辰州管轄下に万安県が設置され、天宝年間に常豊県が設置される。元代に銅人大小長官司、明初に銅仁府が設置され、万暦年間に銅仁県と改編される。
1913年、銅仁県は江口県に改称され、銅仁府が新たに銅仁県とされた。1949年に銅仁県が銅仁地区に昇格した際、再び江口県は銅仁県と改編され、更に1987年に県級市に改編、2011年に地級市としての銅仁市の設置に伴い碧江区と改編され現在に至る。

## 行政区画
下部に7街道、3鎮、5民族郷を管轄する。
- 街道
  - 錦江街道、環北街道、河西街道、灯塔街道、正光街道、銅興街道、川硐街道
- 鎮
  - 壩黄鎮、雲場坪鎮、漾頭鎮
- 民族郷
  - 桐木坪トン族郷、滑石トン族ミャオ族トゥチャ族郷、和平トゥチャ族トン族郷、瓦屋トン族郷、六竜山トン族トゥチャ族郷

## 観光
国家重点風景名勝区の九竜洞がある。

## 交通

### 鉄道
- 中国鉄路総公司
  - 渝懐線、銅玉線
    - 銅仁駅

### 道路
- 高速道路
  - 杭瑞高速道路
  - S15 松従高速道路